# Un ticket pour deux
Pour plus de détails, voir Fiche technique et Distribution.
Un ticket pour deux (Planes, Trains and Automobiles), ou Voyage tous risques au Québec, est un film américain écrit et réalisé par John Hughes, sorti en 1987.

## Synopsis
À deux jours de Thanksgiving, Neal Page se prépare à rejoindre sa femme à Chicago afin de passer les fêtes en famille. Mais le mauvais temps est de la partie, le vol est annulé, et Neal se trouve affublé d'un compagnon d'infortune, Del Griffith, sympathique mais bavard vendeur de rideaux de douche, qui ne semble pas décidé à le lâcher.

## Fiche technique
Sauf indication contraire, les informations mentionnées dans cette section peuvent être confirmées par les bases de données cinématographiques IMDb et Allociné,  présentes dans la section « Liens externes ».
- Titre français : Un ticket pour deux
- Titre québécois : Voyages tous risques
- Titre original : Planes, Trains and Automobiles
- Réalisation et scénario : John Hughes
- Musique : Ira Newborn
- Photographie : Donald Peterman
- Montage : Paul Hirsch
- Distribution des rôles : Janet Hirshenson et Jane Jenkins
- Décors : John W. Corso (en)
- Direction artistique : Harold Michelson (en)
- Costumes : April Ferry
- Production : John Hughes
  - Production déléguée : Michael Chinich et Neil A. Machlis
  - Production associée : William H. Brown
- Sociétés de production : Hughes Entertainment et Paramount Pictures
- Société de distribution : Paramount Pictures
- Budget : 15 millions de dollars[1],[2]
- Pays de production :  États-Unis
- Langue originale : anglais
- Genre : comédie
- Format : 1.85:1 — 35 mm — Couleur (Technicolor) — Son Dolby
- Durée : 93 minutes
- Dates de sorties :
  - États-Unis : 25 novembre 1987
  - France : 16 mars 1988
- Classification :
  - France : tous publics (mention CNC)[3]

## Distribution
Sauf indication contraire, les informations mentionnées dans cette section peuvent être confirmées par les bases de données cinématographiques IMDb et Allociné,  présentes dans la section « Liens externes ».
- Steve Martin (VF : Érik Colin) : Neal Page
- John Candy (VF : Michel Vocoret) : Del Griffith
- Laila Robins (VF : Frédérique Tirmont) : Susan Page
- Michael McKean (VF : Mario Santini) : le policier sur l'autoroute

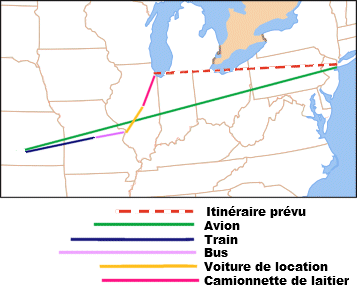
Carte du trajet emprunté par Neil Page (Steve Martin) et Del Griffith (John Candy).

- Kevin Bacon : l'homme qui court vers le taxi
- Dylan Baker (VF : Dominique Collignon-Maurin) : Owen
- Martin Ferrero : un employé du motel
- Richard Herd : Walt
- Edie McClurg (VF : Jeanine Forney) : la guichetière de la location de voitures
- Ben Stein : un employé de l'aéroport de Wichita
- Carol Bruce : Joy Page
- Olivia Burnette (en) : Marti Page
- Susan Kellerman : la serveuse
- Nicholas Wyman : l'avocat de New York
- William Windom : Bryant
- Lyman Ward (VF : Jean-Pierre Leroux) : John[n 1]
- Troy Evans : le routier asocial[n 1]
- Diana Douglas : Peg
- Charles Tyner : Gus

## Production
Comme à son habitude, John Hughes écrit la première version du scénario en quelques jours, avant d'ensuite procéder à une vingtaine de réécritures.
Le tournage a lieu du 2 mars au 8 juillet 1987. Il se déroule en Californie (Acton), dans l'État de New York (Batavia, New York, South Dayton), dans l'Illinois (Braidwood, Chicago, Coal City, Kenilworth, El Rancho Motel, à Gurnee, The Sun Motel (Braidwood), Wilmington et Woodstock), dans le Missouri (aéroport international de Lambert-Saint-Louis) et dans l'Ohio (Madison).

## Bande originale
La musique originale du film est composée par Ira Newborn, fidèle collaborateur de John Hughes. L'album de la bande originale ne contient cependant que les chansons rock 'n' roll et country.
Liste des titres
1. E.T.A. feat. Steve Martin & John Candy - I Can Take Anything (3:46)
2. Westworld (en) - Ba-Na-Na-Bam-Boo (2:58)
3. Balaam and the Angel (en) - I'll Show You Something Special (3:27)
4. Book Of Love - Modigliani (Lost In Your Eyes) (3:53)
5. The Dream Academy - Power To Believe (5:13)
6. Steve Earle & The Dukes - Six Days On The Road (3:05)
7. Dave Edmunds - Gonna Move (3:33)
8. Emmylou Harris - Back In Baby's Arms (2:00)
9. Silicon Teens (en) - Red River Rock (3:26)
10. The Stars of Heaven - Wheels (3:09)

## Accueil

### Accueil critique
Le film reçoit un très bon accueil critique à sa sortie aux États-Unis, une surprise quand l'on sait que Steve Martin et John Candy étaient alors considérés comme des comédiens de petite envergure, et que John Hughes était jusque-là cantonné aux films sur l'adolescence. En septembre 2011, le film est classé 21e meilleure comédie par l'hebdomadaire culturel londonien Time Out. Il s'agit de l'un des films préférés du célèbre critique américain Roger Ebert.
Steve Martin et John Candy ont tous deux affirmé que ce film était le film préféré de leur carrière cinématographique.

### Box-office
Aux États-Unis, le film rencontre un succès en salles. Il récolte 49,5 millions de dollars, devenant ainsi le second plus grand succès de John Hughes comme réalisateur, avant de céder sa place à Uncle Buck deux ans plus tard (66,7 millions de dollars de recettes sur le territoire américain).
En France, Un ticket pour deux passe inaperçu, puisqu'il a réuni 18 161 entrées en première semaine à Paris, dans une combinaison moyenne de 18 salles et une douzième place dans le classement. Finalement, Un ticket pour deux totalise 92 001 entrées sur le territoire français.

## Commentaires
John Hughes tournait ce long métrage quelques mois après son autre film La Vie en plus (She's Having a Baby) dont on peut voir une scène à la télévision dans le motel, alors même que le film est sorti en salles en 1988 après Un ticket pour deux.
Le plan d'extérieur du Boeing 707 est tiré du film Y a-t-il un pilote dans l'avion ? (1980, ZAZ), autre film de Paramount Pictures.
La maison où réside Neal Page, et que l'on voit notamment dans la scène finale, fut mise en vente en 2012. Bien que proche en apparence de la maison du film Maman, j'ai raté l'avion (1990, écrit par John Hughes), les deux maisons sont distinctes.